# Маммендорф
Маммендорф (нем. Mammendorf) — община в Германии, в земле Бавария. 
Подчиняется административному округу Верхняя Бавария. Входит в состав района Фюрстенфельдбрукк.  Население составляет 5066 человек (на 31 декабря 2024 года). Занимает площадь 21,21 км².

## Население
| 1875  | 1925  | 1950  | 1970  | 1975  | 1987  | 2011  | 2012  | 2013  |
| ----- | ----- | ----- | ----- | ----- | ----- | ----- | ----- | ----- |
| 770   | ↗1034 | ↗1850 | ↗2368 | ↘2293 | ↗2593 | ↗4566 | ↗4601 | ↗4650 |
| 2014  | 2015  | 2016  | 2017  | 2019  | 2021  | 2022  | 2023  |       |
| ↗4738 | ↘4712 | ↗4720 | ↗4814 | ↗4825 | ↗4877 | ↗4961 | ↗5047 |       |

## Города-побратимы
- Брем-Сур-Мер, Франция[14]